# Bunopus
Bunopus es un género de geckos pertenecientes a la familia Gekkonidae.
Son geckos terrestres y nocturnos que se encuentran en el Medio Oriente.

## Especies
Se reconocen las siguientes según The Reptile Database:
- Bunopus tuberculatus Blanford, 1874.
- Bunopus spatalurus Anderson, 1901.
- Bunopus crassicauda Nikolsky, 1907.
- Bunopus blanfordii Strauch, 1887.